# Druhá světová válka v Jugoslávii
Druhá světová válka v Království Jugoslávie začala 6. dubna 1941, kdy byla země napadena a rychle dobyta silami Osy a rozdělena mezi Německo, Itálii, Maďarsko, Bulharsko a jejich satelitní státy. Krátce poté, co Německo 22. června 1941 zaútočilo na SSSR, zahájili republikánští jugoslávští partyzáni vedení komunisty na rozkaz z Moskvy partyzánskou osvobozeneckou válku bojující proti silám Osy a jejich místně zavedeným loutkovým režimům, včetně spojence Osy - nezávislému státu Chorvatsko (NDH) a vládě národní spásy na Němci okupovaném území Srbska. V poválečné jugoslávské komunistické historiografii to bylo nazýváno národně osvobozenecká válka a socialistická revoluce. Současně byla vedena vícestranná občanská válka mezi jugoslávskými komunistickými partyzány, srbskými roajalistickými Četniky, chorvatskými ustašovci a domácí gardou spojenou s Osou, srbským dobrovolnickým sborem a státní gardou, slovinskou domácí gardou a ruským ochranným sborem spojenými s nacisty.
Jugoslávští partyzáni i Četnické hnutí zpočátku invazi Osy odolávali. Po roce 1941 však Četníci rozsáhle a systematicky spolupracovali s italskými okupačními silami až do italské kapitulace a poté i s německými a ustašovskými vojsky. Osa zahájila sérii ofenziv, jejichž cílem bylo zničit partyzány, k čemuž se blížily bitvy na Neretvě a Sutjesce na jaře a v létě 1943.
Navzdory neúspěchům zůstali Partyzáni věrohodnou bojovou silou, přičemž jejich organizace získala uznání od západních spojenců na Teheránské konferenci a položila základy poválečného jugoslávského socialistického státu. S podporou logistiky a letectva ze strany západních spojenců a sovětských pozemních jednotek v bělehradské ofenzívě nakonec partyzáni získali kontrolu nad celou zemí a pohraničními oblastmi Terst a Korutany. Vítězní partyzáni založili Socialistickou federativní republiku Jugoslávii.
Konflikt v Jugoslávii měl jeden z nejvyšších obětí na počet obyvatel ve válce a obvykle se odhaduje na asi jeden milion, z nichž asi polovinu tvořili civilisté. Genocidu a etnické čistky prováděly síly Osy (zejména Wehrmacht) a jejich spolupracovníci (zejména Ustašovci a Četnici) a odvetné akce ze strany partyzánů byly ke konci války častější a pokračovaly i po ní.